# Ḑ
Das Ḑ (kleingeschrieben ḑ) ist ein Buchstabe des lateinischen Schriftsystems. Obwohl meist ein Komma unter dem D platziert ist, wird der Buchstabe in Unicode als D mit Cedille bezeichnet.
Der Buchstabe ist im livischen Alphabet enthalten, dort stellt der Buchstabe einen stimmhaften palatalen Plosiv (IPA: ɟ) dar. Die stimmlose Variante dieses Zeichens ist das Ț.
Der Buchstabe wurde außerdem im rumänischen Alphabet verwendet. Er wurde genauso ausgesprochen wie das Z (ein stimmhaftes s), wurde aber aus etymologischen Gründen in Wörtern aus dem Lateinischen verwendet, bei denen der Laut auf ein D zurückgeht, z. B. ḑi (Tag, lat. dies). Da diese Differenzierung für unnötig befunden wurde, wurde der Buchstabe 1904 durch das Z ersetzt.

## Darstellung auf dem Computer
Unicode enthält das Ḑ an den Codepunkten U+1E10 (Großbuchstabe) und U+1E11 (Kleinbuchstabe).